# أنصار التوحيد
أنصار التوحيد هو فصيلٌ مشكلٌ من بقايا جند الأقصى الذي قامت فصائل في المعارضة السورية وهيئة تحرير الشام بتفكيكه، ولم يبقَ منه سوى لواء الأقصى الذي بايع فيما بعدُ تنظيم الدولة الإسلامية (داعش).

## التشكيل
بعد قضاءِ هيئة تحرير الشام (جبهة النصرة سابقًا) على جندِ الأقصى والتحاق لواء الأقصى بتنظيم الدولة؛ بدأ قادةُ جند الأقصى الأوائل بتجميعِ ما تبقّى من عناصرهم فشكلوا ما سمّوه حينها أنصار التوحيد الذي كان يضمُّ عناصر غالبها من ريفِ إدلب.

## التاريخ
واجهَ أنصار التوحيد منذُ إعلان تأسيسهم مُلاحقةً من الفصائل الثوريّة وهيئة تحرير الشام على حدٍ سواءٍ؛ حيثُ اتُهموا بأنهم خلايا نائمة لتنظيم الدولة فضُيّق عليهم بل واعتُقل الكثير منهم في سجونِ فصائل المعارضة السورية.
عادَ تنظيمُ أنصار التوحيد للبروزِ من جديدٍ خلال هجوم النظام السوري على مدينة الحسكة أوخر عام 2017؛ حيثُ شكّل نفسه من جديدٍ فيما انشقّ بعضٌ من عناصرهِ وانضمّوا في وقتٍ لاحقٍ إلى تنظيم حراس الدين أو غيرهِ من التنظيمات الفاعلة في الحرب الأهليّة.

## الهيكلة

### التنظيم
يُعتبر خالد خطاب زعيم أنصار التوحيد هو نفسه القائد العسكري لجندِ الأقصى؛ وقد اتخذَ هو وفصيلهُ هذا من مدينة سرمين مقرًا لهم، وحسب بعض المصادر غير الرسميّة؛ فإن عدد مقاتلي جماعة أنصار التوحيد يتراوحُ ما بين 800 حتى 1000 مُقاتل.

### الأيديولوجية
يعتمدُ أنصار التوحيد في فكرهم على أدبيات المُؤسّس أبوعبد العزيز القطري مؤسس جند الأقصى الذي كان ينهلُ من السلفيّة الجهادية كفِكر، ويُعتبر تنظيم أنصار التوحيد من بين التنظيمات القليلة التي لم تنضمّ لجبهة النصرة ولا لتنظيم الدولة بالرغمِ من كل ما حصل. يقولُ تنظيم أنصار التوحيد إنه غير معنيّ بالاتفاقيات والمعاهدات الدولية كأستانة وسوتشي وجنيف لما يتعارض مع مبادئهم وأيديولوجيتهم «الجهادية».

## العمليّات
بدأَ تنظيمُ أنصار التوحيد في النشاطِ في الحرب الأهلية في سوريا منذ أواخر عام 2017 حيثُ نسّق مع عددٍ من الجماعات المُقرّبة من تنظيم القاعدة؛ وقامَ عناصره بعددٍ من «العمليات الانغماسيّة» لصدّ تقدم الجيش العربي السوري في الشمال.
خفتَ نجمُ جماعة أنصار التوحيد مع أواخر عام 2018؛ حينما احتلّت تركيا بعض المناطق في سوريا وثبتت نقاط عسكريّة لها مثلها مثل أمريكا وروسيا وإيران وعدد من الدول الأخرى.
مع انتصاف عام 2019؛ بدأت جماعةُ أنصار التوحيد في تنفيذِ عمليات عسكريّة ضد النظام السوري في محوري سكيك والتمانعة بالتعاونِ مع بقيّة الفصائل المنضوية ضمن غرفة عمليات وحرّض المؤمنين.